# کمارج (کوه)
کوه کمارج (مهس) دومین کوه مرتفع شهرستان کازرون است که با ارتفاع ۱۶۹۷ متر در بخش کنارتخته و کمارج این شهرستان قرار دارد. 
از محصولات کشاورزی کمارج می‌توان به گندم، جو، هندوانه و … نام برد که همه محصولات به صورت کشت دیم انجام می‌شود..
از محصولات مهم باغداری کمارج می‌توان به خرما اشاره کرد 
مرکبات(( پرتغال، لیموشیرین، لیمو ترش، نارنگی و …))به دلیل عدم آبهای  زیر زمینی به صورت محدود و تنها در حیاط منازل وجود دارد.
شغل اصلی مردم روستا علاوه بر کشاورزی رانندگیِ کامیون،است.
این دهستان بزرگ و زیبا از ۴ روستا به نامهای (مشایخ، نویی، ده کهنه و مرکزی تشکیل شده‌است).
دهستان کمارج دارای جاذبه‌های زیبا و دیدنی همچون آبشار مهس واقع در کوه مهس 
کاروانسرای قدیمی کمارج می باشد 
از مکانهای زیارتی میتوان به  امامزاده محمد و حسینه بزرگ شاه جعفر کمارج اشاره کرد ..
دهستان کمارج در طول تاریخ بارها شهر و شهرستان بوده‌است و از این نظر دارای قدمتی تاریخی بوده‌است ولی زلزله‌های فراوانی که در این منطقه به وقوع پیوسته‌است مانع از پیشرفت این روستا شد و به همین دلیل مهاجرت‌های بسیاری از این روستا به شهرهای شیراز کازرون بوشهر و تهران انجام شده‌است
این روستا در مسیر شیراز به بوشهر و در فاصله ۱۴۵ کیلومتری به بوشهر و ۱۴۰ کیلومتری به شیراز و در فاصله ۲۵ کیلومتری به شهرستان کازرون از مسیر بوشهر قرارگرفته‌است.